# Langues indo-aryennes
 (mars 2019).
Si vous disposez d'ouvrages ou d'articles de référence ou si vous connaissez des sites web de qualité traitant du thème abordé ici, merci de compléter l'article en donnant les références utiles à sa vérifiabilité et en les liant à la section « Notes et références ».
Les langues indo-aryennes constituent une branche des langues indo-iraniennes, qui font elles-mêmes partie de la famille des langues indo-européennes. Elles sont essentiellement parlées en Asie du Sud : dans les deux tiers nord de l'Inde, au Pakistan, dans le nord-est de l'Afghanistan, au Bangladesh, au Népal, au Sri Lanka, aux Maldives.
Ces langues rassemblent environ la moitié (environ 1,5 milliard) des locuteurs de toutes les langues indo-européennes. Les plus importantes par le nombre sont l'hindoustani (hindi et ourdou, environ 240 millions de personnes), le bengali (environ 230 millions), le pendjabi (environ 90 millions), le marathi (70 millions), le gujarati (environ 45 millions), l'oriya (environ 30 millions), le sindhi (environ 20 millions), le népalais (environ 14 millions), le cinghalais (environ 16 millions), le saraiki (environ 14 millions) et l'assamais (environ 13 millions).
Les langues indo-aryennes forment le sous-groupe numériquement le plus important des langues indo-iraniennes, lesquelles comportent également deux autres sous-groupes : les langues iraniennes et les langues nouristanies.

## Classification par époques
Il est d'usage de distinguer trois époques successives dans le développement des langues indo-aryennes.

### Ancien indien
De forme archaïque, il est représenté par les différentes variétés de sanskrit :
- védique : c'est la langue du Veda, dont la forme la plus ancienne s'observe dans le Rig-Veda ;
- épique : la langue des grandes épopées de l'Inde ancienne, le Mahabharata et le Ramayana ;
- classique : fixé par les descriptions des grammairiens Panini et ses commentateurs Katyayana et Patañjali, c'est par excellence la langue classique de l'Inde. Au fur et à mesure des siècles, il est de plus en plus influencé par les langues vernaculaires, ne conservant intacts de l'ancien indien que la phonologie et la morphologie.

### Moyen indien
Phonétiquement et grammaticalement plus dérivé, il est représenté d'abord par les prâkrits, issus des vernaculaires de l'Inde classique mais stylisés comme langues littéraires, typiquement limitées à des usages définis :
- le prâkrit des inscriptions d'Ashoka au IIIe siècle av. J.-C. est le plus anciennement attesté par l'épigraphie
- le prâkrit des inscriptions postérieures à Ashoka et jusqu'au Ve siècle (remplacé ensuite dans ce rôle par le sanskrit)
- le pali, langue du Tipitaka bouddhique, apparemment originaire du centre de l'Inde, mais influencé par des variétés plus orientales et par le sanskrit
- le gandhari, langue bouddhique du Gandhara, connue par une édition du Dhammapada
- le prâkrit de Niya, proche du gandhari mais un peu plus tardif, employé comme langue administrative au Turkestan chinois
- l'ardhamagadhi, originaire du Koshala, langue du canon jaïn
- le magadhi, langue du Bihar et vraisemblablement de l'empire Maurya, précurseur de l'actuel magahi, utilisé comme « prâkrit dramatique » dans le théâtre indien pour représenter le parler des personnages d'humble condition
- le shauraseni, originaire du centre de l'Inde (comme le pali mais à un état postérieur), « prâkrit dramatique » standard, également cultivé par les jaïns
- le maharashtri, originaire du sud-ouest de l'Inde, précurseur du marathi, troisième « prâkrit dramatique », également employé dans la poésie lyrique et (mêlé à l'ardhamagadhi) par les jaïns
- le prâkrit cingalais, employé dans des inscriptions au Sri Lanka à partir du Ier siècle.

On peut y ajouter le « sanskrit bouddhique hybride », employé dans la littérature du bouddhisme Mahayana, sorte de représentation sous une forme sanskrite de dialectes moyen indiens.
Plus tardivement, aux VIe au XIIIe siècles, le moyen indien est représenté par des formes encore plus évoluées qui font la transition avec les langues modernes :
- en Inde du Nord les apabhramshas
- au Sri Lanka, l'elu.

### Néo-indien
Il rassemble les langues modernes et leurs ascendants immédiats.

## Répartition actuelle

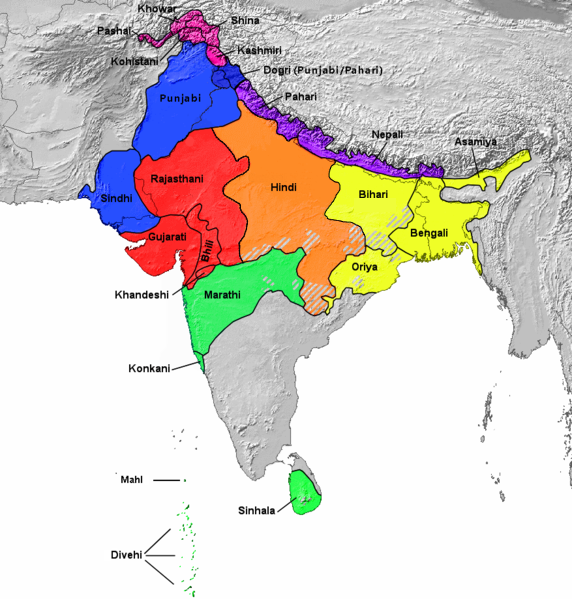
Distribution des principales langues indo-aryennes modernes avec leur répartition en sous-branches :
groupe darde
groupe septentrional (ou pahari)
groupe nord-occidental
groupe occidental
groupe central (« hindi »)
groupe oriental
groupe méridional

Les langues indo-aryennes modernes peuvent se répartir par sous-branches selon une logique largement géographique, mais leur délimitation n'est pas toujours assurée : elles forment une zone linguistique où il y a souvent intelligibilité mutuelle de proche en proche, de sorte qu'il est malaisé de tracer des frontières linguistiques. La classification qui suit n'est qu'une indication possible.

### Langues dardes
- dameli
- domaaki (en)
- gawar-bati
- kalasha
- cachemiri
- katarqalai ou wotapuri
- khowar
- kohistani de Kalam ou kalami
- kohistani de l'Indus ou mayã
- ningalami (en)
- pashai
- phalura
- sawi
- shina
- brokskat
- shumashti (en)

### Groupe septentrional oupahari
Il s'agit d'un groupement géographique de trois ensembles de langues parlées dans l'Himalaya. Le mot pahar signifie « montagne » dans de nombreuses langues locales.
- pahari occidental
  - dogri et kangri - également rattachés au pendjabi
  - jaunsari
  - sirmauri
  - baghati
  - kiunthali ou mahasui
  - handuri
  - kului
  - mandeari
  - chameali
  - bharmauri (ou gadi)
  - churahi
  - pangwali
  - bhadarwahi
  - bhalesi
  - khashali
  - padri
- pahari central
  - garhwali
  - kumaoni ou kumauni
- pahari oriental
  - népalais

### Groupe nord-occidental
- kutchi
- lahnda ou pendjabi occidental
  - saraiki
    - riyasati-bahawalpuri
    - multani
    - jhangi-jatki
    - thali
    - derawali

  - shahpuri
  - khetrani - peut-être à rattacher aux langues dardes
  - pothohari ou pothwari
  - hindko propre
    - awangkari
    - ghebi
    - chachhi
    - kohati

  - hindko de Peshawar
  - dhanni
  - sawain ou sohain
  - hindki hazara
  - tinauli
  - dhundi-kairali
  - chibhali
  - punchhi
- sindhi

### Groupe occidental
- pendjabi — plus précisément pendjabi oriental, quand le terme de pendjabi est employé pour couvrir aussi les dialectes lahndas (assez différents), qui sont alors considérés comme formant le pendjabi occidental
- rajasthani
  - marwari, également compté à part du rajasthani
  - bagri
  - mewari
  - rajasthani centre-oriental
    - dhundhari ou jaipuri
    - harauti
    - mewati
    - malvi
    - nimadi

  - formes des nomades, géographiquement disjointes
    - gojri ou gujari
    - lambadi, lamani ou banjari
- langues bhil
  - bhili
  - wagdi
  - varli
  - dhanki (ou dangi)
  - etc.
- gujarati (également écrit goudjerati)
- saurashtra - forme de gujarati transplantée en Inde du Sud
- khandeshi - intermédiaire avec le marathi

### Groupe central
Ce groupe recouvre partiellement la ceinture du hindi (en anglais : Hindi Belt), définie selon une logique de typologie sociolinguistique comme l'ensemble de régions où le hindi sert de langue-toit : une langue standard faisant office de forme écrite commune pour un continuum linguistique diversifié. Antérieurement, c'est le braj bhasha et l'awadhi qui tenaient ce rôle dans ces régions.
La terminologie est compliquée par l'ambiguïté des termes « hindi » ou « hindoustani », employés d'une part au sens restreint pour désigner cette norme écrite, d'autre part au sens large pour regrouper toutes ces variétés linguistiques, qui en sont alors considérées alors comme des dialectes. Ici, on emploiera le mot au sens restreint seulement.
La ceinture du hindi s'étend cependant au-delà du groupe central de l'indo-aryen, en direction du rajasthani, du bihari et du pahari.

Différentes conceptions de l'extension du hindi
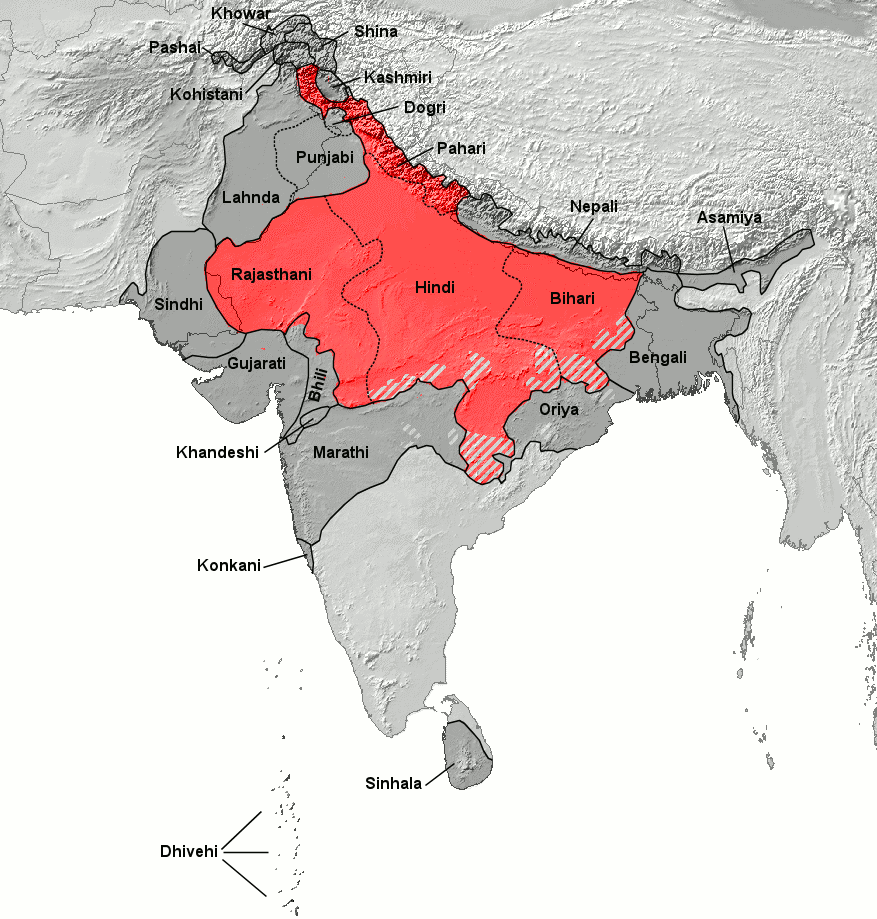
La ceinture du hindi.
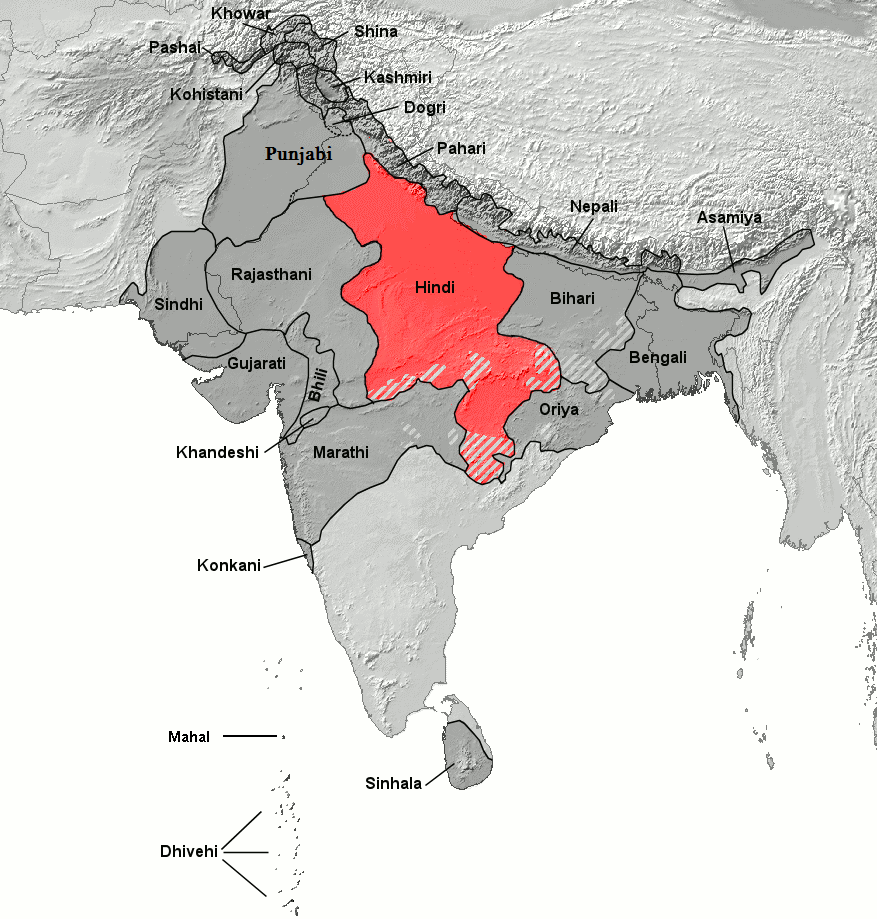
Le groupe central de l'indo-aryen.
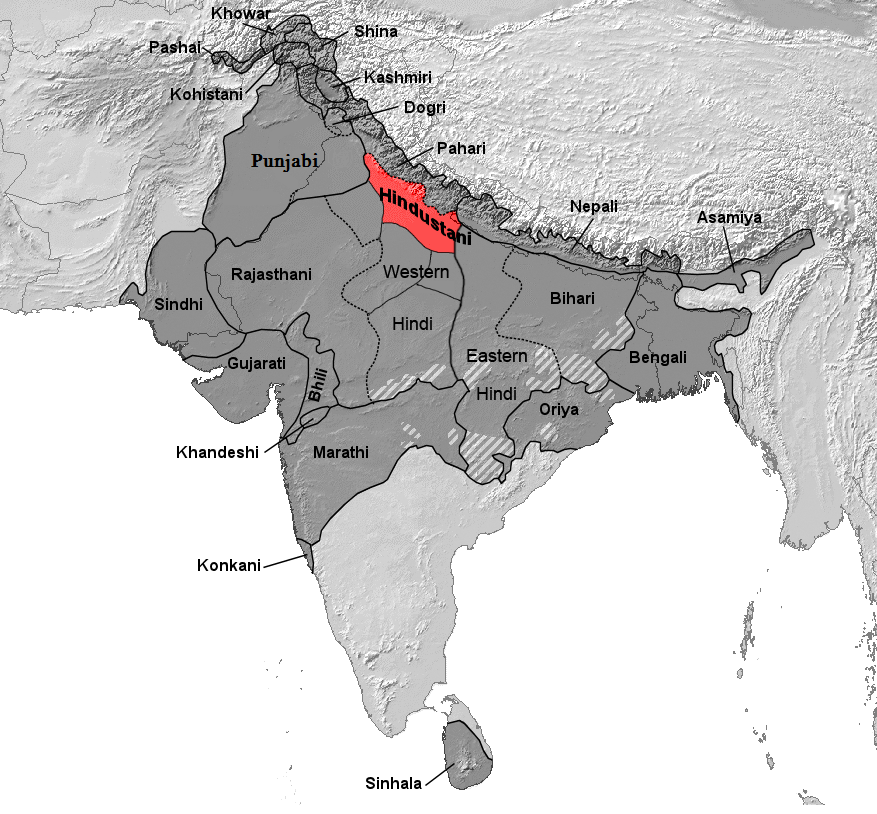
Région où l'hindoustani est langue maternelle.

Les langues du groupe central de l'indo-aryen parlées en Inde sont les suivantes :
- haryanvi ou bangaru
- hindoustani
  - khariboli, également appelé kauravi ou hindoustani vernaculaire
  - hindi, norme écrite sanskritisée de l'hindoustani
  - ourdou, norme écrite persianisée de l'hindoustani
  - dakhini, ancienne norme écrite des sultanats du Deccan, centrée sur Hyderabad, arabisée et persianisée comme l'ourdou mais également influencée par les langues dravidiennes environnantes
- braj bhasha
- kannauji
- bundeli
- awadhi
- bagheli
- chhattisgarhi

Hors du sous-continent indien, peuvent se rattacher linguistiquement à ce groupe :
- le parya, exclave indo-aryenne au Tadjikistan et en Ouzbékistan
- le domari, parlé par les Doms au Moyen-Orient
- le romani, parlé par les Roms en Europe et en Amérique.

### Groupe oriental
- groupe bihari - intermédiaire avec le groupe central
  - magahi
  - maithili
  - bhojpuri
  - sadri ou sadani ou nagpuri
  - angika
  - bajjika
- groupe odia
  - odia
  - bhatri
  - halbi - intermédiaire avec le marathi
- groupe assamais-bengali
  - bengali
  - chittagonien
  - rohingya
  - sylheti
  - assamais
  - bishnupriya manipuri
  - changma kodha

### Groupe méridional
- groupe marathi-konkani
  - marathi
  - konkani
- groupe insulaire
  - cingalais
  - maldivien (dhivehi aux Maldives, mahl au Lakshadweep)